# Olivier van Noort
Olivier van Noort (a veces, en español, Oliverio van Noort; Utrecht, ca. 1558-Schoonhoven, 22 de febrero de 1627), era un navegante y pirata neerlandés del siglo XVII, el primero de su país en circunnavegar el mundo. Tiene más parecido con Thomas Cavendish que con Francis Drake. La crueldad de los actos presenta analogías con la del pirata inglés que, arruinado, abandonaba la corte para dedicarse al corso.

## Primeros años
Después de haber navegado en su juventud y haber combatido en las luchas contra España, era dueño de una posada en Róterdam en la que trabajaba.

## El viaje de van Noort

### Antecedentes: pirateo neerlandés
En el contexto de las luchas de emancipación de las Provincias Unidas de los Países Bajos, algunos comerciantes del país comenzaron a armar expediciones a los mares del Sur, a través del estrecho de Magallanes, a fin de atacar las posesiones españolas en el océano Pacífico y comerciar con China y las islas de las Especias (actualmente islas Molucas). Las rutas a la India habían sido descubiertas por portugueses y españoles, que las controlaban. Como las Provincias Unidas de los Países Bajos y España estaban en guerra —además de que en ese momento Portugal había sido anexionado por España en 1580, pasando a ser así enemigo de la República—, se hicieron varios intentos para encontrar rutas alternativas a la India. Los viajes hacia el norte de Willem Barents (1594, 1595 y 1597) y los que realizará luego Henry Hudson (1607, 1608–09 y 1610–11) fueron ejemplos de ello. Una flota comandada por Jacobo Mahu también había partido en 1598, pocos meses antes del viaje de Van Noort para explorar la ruta por América del Sur.
El objetivo de los neerlandeses era doble, comercial y militar. Como las especias antes entregadas por los portugueses no estaban al alcance desde que Portugal fuese anexionado a España, la ruta que usó van Noort para las especias era la indicada. La misma de Fernando de Magallanes.

### Empresa de Peter Van Beveren
En una expedición organizada por la Magelhaensche Compagnie, de Peter Van Beveren, Huyg Gerritz y John Benninck y cofinanciada por los comerciantes de Róterdam, van Noort fue elegido para dirigir uno de los primeros viajes de los Países Bajos hacia las Indias. Este era un veterano de las campañas contra los españoles. Van Noort tenía 30 años y si como navegante tenía cierta pericia, como comerciante era nulo. La expedición constaba de cuatro naves —el Mauritius, de 275 toneladas; el Hendrik Frederick, de 375 toneladas; y dos yates, de cerca de 50 toneladas cada uno, el Endracht (del holandés: Endracht ‘Concordia’) y el Esperance (del francés: Esperance ‘Esperanza’)— y 248 hombres bien provistos. Los críticos de la expedición observaron que estos barcos estaban mal equipados, sobre todo en cuanto a armamento, y que la tripulación estaba desorganizada y carecía de experiencia.
Van Noort se embarcó en el Mauritius como almirante; Claazs abordó el Henry Frederick, como vicealmitante; Peter de Lint comandaba el Endracht y John Huidecooper el Esperance. Todas estas tripulaciones estaban registradas en el Concilio del Almirantazgo de Róterdam, siendo conformadas como tales el 25 de junio de 1598 bajo el Artykel-brief.

### Partida

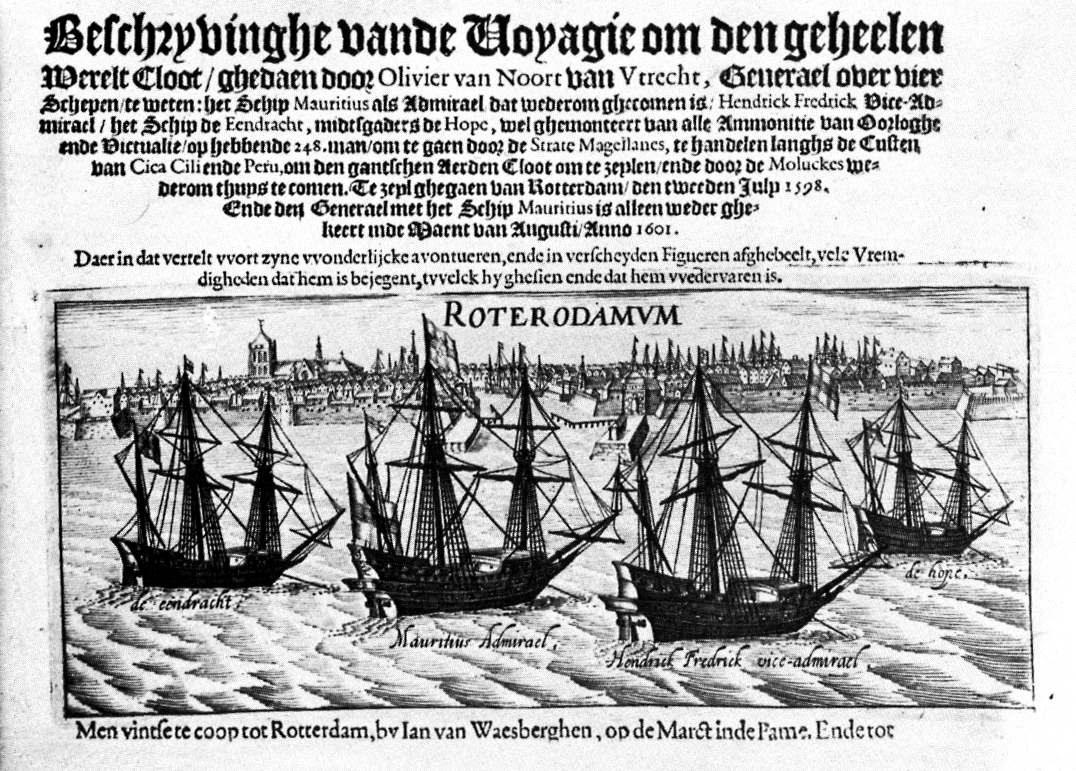
Beschryvinghe van de Voyagie om den geheelen Werelt Cloot, por Olivier van Noort.

La flota partió de Goeree, Róterdam, el 13 de septiembre de 1598. Casi inmediatamente después de la salida, la conducta arrogante del vicealmirante Jacob Klaasz Ilpendam (Jacobo Claaz de Ulpenda) provocó descontento entre la tripulación y 7 hombres abandonaron en dos chalupas. Al parar en el puerto de Plymouth tomaron a bordo a un piloto llamado Mellish, que había navegado con Thomas Cavendish alrededor del mundo (1586–88).
Siguieron la costa occidental de África en diciembre y llegaron a la isla Príncipe, al oeste de Gabón, frente a la costa de África, donde perdieron algunos hombres en combate con los portugueses mientras se aprovisionaban de agua dulce. Entre las bajas estaba Cornelio Van Noort, el piloto Melis, Daniel Goerritzs y Juan de Bremen. Sólo escapó el capitán Pedro Esías. Van Noort desembarcó un mayor número de hombres solo para ser rechazados por los bien fortificados portugueses por lo que Van Noort decidió huir sin haber podido vengar la muerte de su hermano y sus 12 hombres. Tras un intento de rebelión, Van Noort el 25 de diciembre de 1598 abandonó en la costa africana al piloto Hans Volkerts de Heligoland, en una playa de tierra firme al frente de la Isla Príncipe.

### Travesía del océano Atlántico

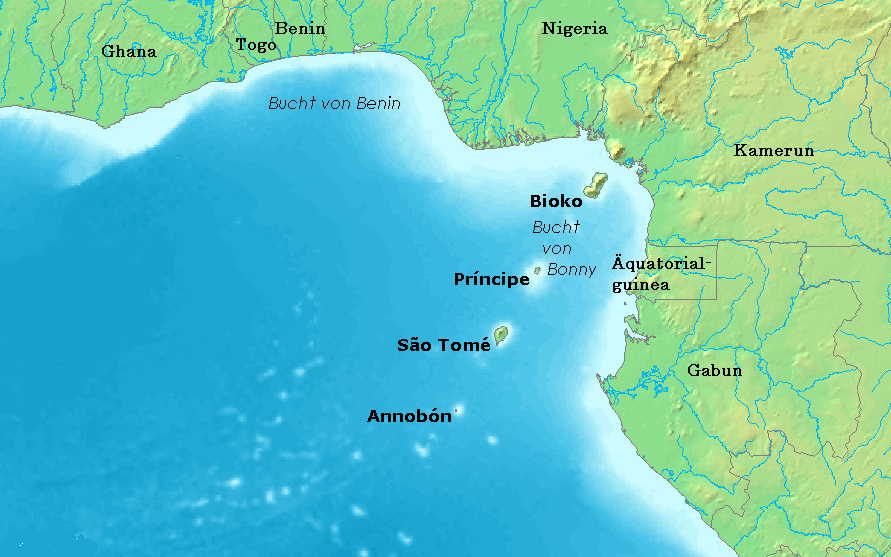
Situación de la isla en el Golfo de Guinea.

Pocos días después, el 5 de enero de 1599 avistan la isla de Annobón, por lo que enderezan la ruta y comienzan el cruce del océano Atlántico, y asomaron a la barra de la bahía de Guanabara, en la capitanía de Río de Janeiro, el 9 de marzo y de nuevo,fueron rechazados por los portugueses. Se dirigieron a la isla de Santa Clara, en la costa brasileña, dispuestos a pasar el invierno. El Eendracht fue quemado porque no estaba en condiciones de navegar y en la isla encontraron suficiente fruta que ayudó a la tripulación a recuperarse del escorbuto. 
Reanudaron el viaje el 2 de junio de 1599 y después de un viaje con mal tiempo llegaron el 20 de septiembre a Puerto Deseado, en la costa de la Patagonia, donde anclaron para reparar los daños y reponer provisiones. Cazaron pingüinos y focas los que conservaron en sal. Permanecieron allí durante más de un mes y también perdieron 3 hombres en combates con los nativos mientras hacían incursiones en el interior. Además murió el capitán Jacobo Ianzs Huydecooper. Peter Lint, capitán del viejo Concordia fue nombrado capitán del Esperance, siendo este nombrado Concordia.

#### En el estrecho de Magallanes

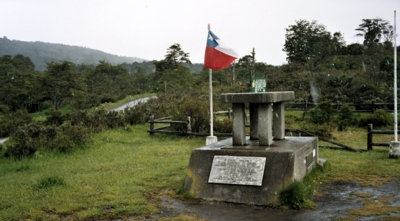
Monumento en Puerto del Hambre (Chile).

El 4 de noviembre la flota llegó al estrecho de Magallanes, con mal tiempo. Después de varios intentos, finalmente la flota logró internarse por el estrecho el 23 de noviembre. A poco andar fondea en Puerto del Hambre donde no había ni siquiera restos del antiguo emplazamiento español.
La flota desembarcó en la costa norte del estrecho, siendo atacados por los indígenas y sufriendo graves pérdidas. Poco después, anclaron entre las islas Penguin, y descubrieron sucesivamente las bahías de Olivier, Mauricio y Hanry, pero no pudieron explorar esta última a causa del hielo. En la isla de los Pingüinos se encontraron con un grupo de indígenas y mataron a casi todos los adultos, hombres y mujeres, mientras que se llevaron a algunos niños. El segundo de Van Noort, Jacob Claasz trató de desertar pero fue sorprendido por sus propios hombres siendo sometido a Consejo de Guerra, que fue llevado a cabo inmediatamente y condenado a ser abandonado en la playa de Puerto del Hambre, sentencia cumplida el 26 de enero. Nunca más se supo de Claasz. Lambert Biesman, primer oficial fue nombrado interinamente vicealmirante. Una vez abandonado Claazs en la playa, Peter de Lint fue nombrado Vicealmirante en forma oficial.
El 16 de diciembre se encontraron con el buque comandado por Sebald de Weert, de la flota del almirante Jacobo Mahu. Sebald de Weert, sin poder obtener provisiones de Van Noort y a causa del mal tiempo, había perdido el contacto con la flota y había pasado 5 meses en el estrecho. Intentó unirse a la flota de van Noort pero fracasó y más tarde navegó de vuelta a los Países Bajos.

### Entrada en el océano Pacífico
El 29 de febrero de 1600 la flota dejó el estrecho de Magallanes y entró en el océano Pacífico, navegando con sólo dos de las navesoriginales (el Mauritius y el Endracht) a lo largo de las costas actuales de Chile y Perú. De los 248 tripulantes que habían partido, en ese momento sólo restaban unos 147 hombres. 
Aquí Olivier van Noort perdió el contacto con el Frederick Henry. Hasta el 12 de marzo el Mauritius y el Endracht le esperaron en vano, pero luego navegaron hacia el norte a la isla Mocha, Chile, donde se reaprovisionaron.

#### Isla Mocha

Mapa de la isla y su relación con la costa de Chile.

Olivier navegó por las costas de Concepción y estuvo en la isla Mocha donde fue recibido amistosamente por los mapuches de la isla durante tres días. La ayuda que les prestaron los mapuches hizo que el gobernador Jerónimo de Quiroga ordenara despoblar la isla, lo que fue efectivo entre 1685 y 1687. El Henry Frederick siguió por su propia cuenta y, finalmente, cruzó el Pacífico en febrero de 1601, llegando a las playas de la costa de la isla de Ternate, en las islas Molucas.
En abril de 1600 la flota de van Noort continuó adentrándose en el mar del Sur, donde se encontraron con otros dos navíos que se habían salvado de la expedición de Jacobo Mahu y que se encontraban en ese momento al mando de Simon de Cordes. Uno de estos navíos, comandado por Jurien Van Bockholt, se había internado en las cercanías de Arauco y fue bien aceptado por los indígenas, pero éstos luego atacaron a los piratas mientras se encontraban ebrios, asesinando al capitán y a varios de sus hombres. Aquellos mismos hombres, comandados luego por Baltazar Cordes, sobrino de Mahu, se dirigieron a Castro donde asaltaron la ciudad aliados con algunos indígenas, pero siendo contraatacados por los españoles de la isla fueron luego capturados por el coronel Francisco de Ocampo (militar).

#### Tesoro de la Isla Santa María
En la isla de Santa María, cerca de Concepción, aprisionaron una fragata española, Galeón Buen Jesús, comandado por el capitán Francisco Ibarra, que al ver la superioridad del enemigo, arrojó al mar 52 cajones de oro en polvo, de 4 arrobas cada uno y 500 barras también de oro, que juntas sumaban 1200 libras (este es el único relato que hay de un tesoro pirata real que haya estado relacionado con Van Noort). Por confesiones de los prisioneros, los piratas averiguaron que el virrey del Perú, Luis de Velasco y Castilla, había despachado a su sobrino Juan Velasco con una escuadra a esperarlos en el cabo de San Francisco, en Panamá, a donde se dirigía Noort a saquear embarcaciones mercantes. El piloto del Buen Jesús, Juan Sandoval fue usado por los neerlandeses para cruzar el Pacífico y una vez que no necesitaron de sus servicios, le asesinaron con el subterfugio de que este alegó por la mala comida que le daban.

#### Valparaíso

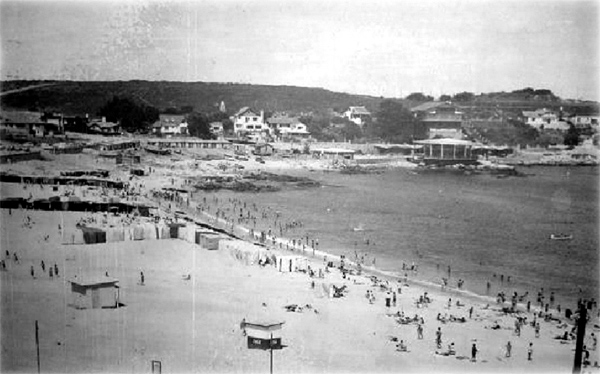
El Quisco en 1964.

La expedición se reabasteció de agua en los esteros de Algarrobo y de El Quisco para acto seguido el 28 de marzo atacar Valparaíso, entrando a la Bahía en botes sacando hacía fuera el barco de 160 toneladas Los Picos quemando tres barcos y capturando otros dos que estaban allí, pero el capitán Jerónimo Molina Parraguez, que ya tenía experiencia luchando contra piratas, salió de la capital con un escuadrón de caballería y apreso al navío Felipote que se encontraba anclado en el puerto. Continuó su cabotaje merodeando todos los puertos chilenos cambiando chucherías por comida con los changos.

#### Huasco
El 1 de abril entra en Huasco. El 5 de abril libera al capitán del Buen Jesús Francisco de Ibarra reteniendo al piloto Juan Sandoval y a dos esclavos negros. El 6 de abril, el marinero Hans Dircksz de Leiden fue juzgado y fusilado por robar el pan de otros marineros. El 7 de abril, los neerlandeses incendiaron el barco Los Picos con la mitad de su carga aún dentro de él. El 8 de abril parte hacia el norte.

### Travesía del Pacífico
Debido a esto, la flota, tras atacar Arica a mediados de 1600 y el Callao, donde capturaron 5 naves y obtuvieron un botín de 60 toneladas, zarpó hacia las Islas Ladrones (hoy Kiribati), donde llegaron en septiembre de 1600. El 15 de agosto de 1600 el Buen Jesús es abandonado. Las canoas de los isleños los rodearon pidiendo hierro y trataron de sacar todos los clavos de la nave, además de apoderarse de cuanto encontraron a su paso. Siguieron por la isla de Guam y las islas Filipinas, que alcanzaron el 16 de octubre.

#### Islas Filipinas
Mientras la escuadra de Van Noort fondeaba en Filipinas la escuadra española enviada a perseguirle regresaba al Perú. Era entonces gobernador de Filpinas Francisco Tello de Guzmán. Después de haber perdido dos barcos en este punto en una tormenta, el Endracht fue hundido en un combate con un barco español en la bahía de Manila en las Filipinas, ya que el gobernador Francisco de Meneses Brito había enviado la escuadra del Mar del Sur a apresarle. Otra nave más fue capturada por la armada, al tiempo que los neerlandeses lograron hundir el galeón San Diego, de trescientas toneladas, la principal nave de bandera española, cuyos restos fueron encontrados en 1995, con un tesoro de monedas de oro y porcelanas, pereciendo también el general don Juan Velazco, hijo del virrey. Los neerlandeses cometieron graves y crueles actos en sus desembarcos contra españoles, chinos y portugueses en las Filipinas.

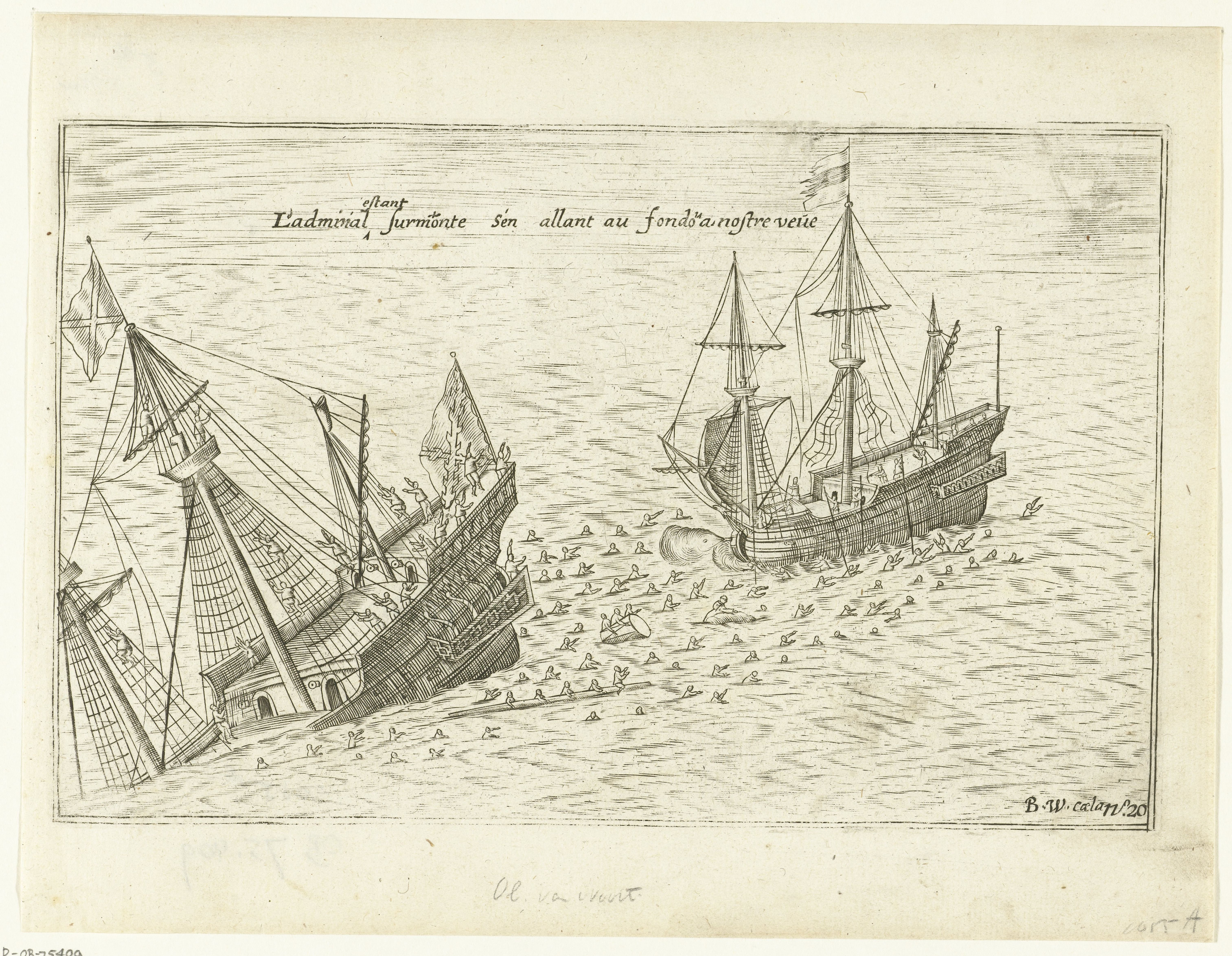
De Mauritius zinkt het Spaanse schip in de baai van Manila, 1600

El 7 de noviembre de 1600 capturaron un sampan chino de 100 toneladas cuyo capitán, un chino de Guandong que sabía español y portugués, les informó acerca del movimiento comercial de la bahía de Manila. Cada año se esperaban 4 grandes buques desde Chincheo, China, con seda y otros productos. El 9 de noviembre anclaron en una isla llamada Banklingle. El 3 de diciembre de 1600 capturaron un barco japonés con hierro. Su capitán se llamabaJamasta Cristissamundo. Van Noort les solicitó provisiones que le fueron entregadas y les proporcionó a cambio mosquetes y munición. El 14 de diciembre de 1600, cuando los neerlandeses pasaban frente a Cavite, en la bahía de Manila, la flota de Antonio de Morga les cerró el paso. Los dos navíos españoles se enfrentaron al Mauritius y al Endracht. Cuando el patache San Antonio tenía casi rendido al barco de Van Noort, se incendió en forma accidental, hundiéndose. Los neerlandeses, además de perder el Concordia con sus 25 tripulantes sufrieron otras treinta bajas. Al terminar la contienda, se dedicaron a asesinar a los marinos españoles del San Antonio que estaban en el agua reventándoles los cráneos con los remos. Este hecho está claramente descrito en las memorias de Van Noort.

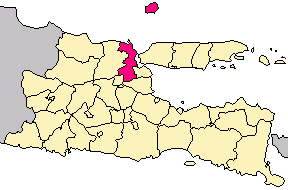
Gresik Djaratan, cerca de Surabaya, en Java Oriental.

#### Borneo y Java
Después de saquear las Filipinas, pusieron rumbo a Borneo para reponer los destrozos de la batalla de Cavite. A los pocos días partía para la isla de Java, donde llegaron a Djaratan o Joartan, sobre el río del mismo nombre, el 29 de enero de 1601. En la ribera oeste del río esta la actual ciudad de Gresik. En la isla de Java cargaron especias.

### África y regreso a Europa
Tras rodear el cabo de Buena Esperanza el 3 de mayo, estaban de vuelta en Róterdam, el 26 de agosto de 1601, tras un viaje de casi tres años y con un único barco, el Mauritius y sólo 45 de los 248 marineros que lo acompañaban en la salida. La aventura es poco conocida y los resultados económicos fueron relativamente pobres, ya que la empresa no tuvo ni ganancias ni pérdidas. Sin embargo, fue la inspiración para las siguientes expediciones de corsarios, que más tarde condujeron a la formación de la Compañía Holandesa de las Indias Orientales. Esta expedición completó la cuarta circunnavegación de la tierra (precedida por las expediciones de Fernando de Magallanes-Juan Sebastián Elcano, Francis Drake y Thomas Cavendish).

## Últimos años
En 1612, 10 años después de su regreso, apareció en Amberes, un libro en el que Olivier van Noort contaba su historia y que fue publicada bajo el título Beschrijving van de moeyelyke reis rondom de werldaar de globe, door Olivier van Noort, waarin zyne vreem de lotgevallen in voorkomen (Ámsterdam, 1612). Una traducción francesa de la obra se llevó a cabo en 1613 bajo el título Description du pénible voyage fait entour de l'univers ou globe terrestre par Olivier du Noort d'Utrech, général des 4 navires (del español: Descripción del arduo viaje realizado alrededor del universo o globo terrestre por Olivier du Noort de Utrecht, general de cuatro navíos).
Desde aproximadamente 1620 a 1626, van Noort fue comandante de la guarnición en Schoonhoven. En 1627 murió y fue enterrado en la iglesia de Bartolomé de la misma ciudad.